# James Crumley
James Arthur Crumley, född 12 oktober 1939 i Three Rivers i Live Oak County i Texas, död 17 september 2008 i Missoula i Montana, var en amerikansk författare.
Crumley studerade vid Georgia Institute of Technology, innan han 1958 började sin tjänstgöring inom USA:s armé. Han tjänstgjorde i Filippinerna fram till 1961. Därefter studerade han vid Texas A&M University Kingsville på ett footballstipendium, där han studerade fram till 1964. 1966 studerade han vid University of Iowa. Hans mastergradsarbete blev senare utgiven som hans debutroman, vietnamkrigsromanen One to Count Cadence, 1969.
Crumley var anställd vid University of Montana, och var också gästprofessor vid en rad olika universitet, bland annat University of Arkansas, Colorado State University och University of Texas at El Paso. Utöver sitt författarskap skrev han också filmmanus.
Som författare blev Crumley känd för sina hårdkokta kriminalromaner. 

### Utgivet på svenska
- En sista riktig kyss 2007

## Priser och utmärkelser
- The Silver Dagger 2002 för The Final Country